# Cteniscus quadriceps
Cteniscus quadriceps là một loài tò vò trong họ Ichneumonidae.